# Dulce Almada Duarte
Dulce Almada Duarte (Mindelo, 24 de agosto de 1933 — Praia, 19 de agosto de 2019) foi uma linguista cabo-verdiana, membro e ativista do Partido Africano para a Independência da Guiné e Cabo Verde. Ela estudou línguas românicas na Universidade de Coimbra e realizou uma série de trabalhos em torno do anticolonialismo que a levaram também a apoiar o movimento de independência do atual Cabo Verde e da então Guiné Portuguesa.